# Make Believe (álbum)
Make Believe (em português: Faz de Conta) é o quinto álbum de estúdio da banda americana Weezer, lançado a 10 de maio de 2005, no décimo primeiro aniversário do lançamento do seu álbum de estreia, Weezer (The Blue Album). Potenciado pelo sucesso do seu single "Beverly Hills", que entrou directamente para o Top 10 norte-americano, este álbum deu aos Weezer o melhor desempenho a nível de performance nas tabelas internacionais, atingindo o #11 no Reino Unido, o #1 no Canadá e o #2 nos Estados Unidos, no qual se tornou ouro rapidamente e platina mais tarde. A música deu à banda a sua primeira nomeação para os Grammy, na categoria de Melhor Música Rock. Apesar deste facto, Make Believe recebeu análises variadas dos seus críticos e fãs, apesar de ter sido um álbum consistente no campo das vendas.
Em Dezembro de 2007, Make Believe tinha vendido 1,215,000 unidades só em território americano.  Atingiu o segundo lugar, a posição mais elevada que a banda atingui até hoje. Make Believe deu duas músicas ao primeiro lugar da Modern Rock Tracks da revista Billboard, tendo sido "Beverly Hills" e "Perfect Situation".

## Processo de escrita e gravação
No início da primavera de 2002, tal como em várias alturas de 2002 e no início de 2003, várias demos com possível uso foram descarregadas na página audio-visual do site dos Weezer (Weezer.com). Após algum tempo, a banda decidiu começar a esboçar um novo conjunto de músicas. Vinte e oito músicas foram colocadas no site (e ainda estão disponíveis em alguns sites de fãs), mas nenhuma delas integrou o álbum final. Este conjunto de músicas é commumente conhecido pelos fãs como "The A5 Demos" ou "Album 4.5".
A descoberta da meditação por parte de Rivers Cuomo nos três anos desde o lançamento de Maladroit tiveram uma grande influência no conteúdo do álbum. Destaca-se "Pardon Me" (em português: Perdoem-me), escrita após dez dias de um curso de meditação guiado, na qual aprendeu as técnicas anciãs de Vipassana (meditação introspectiva) e de Metta (benignidade), encorajando aqueles que praticam a "procura do perdão de todos aqueles que magoei em acção, em discurso ou em pensamento". Ele também confessou que o título do álbum surgiu enquanto meditava.
Make Believe marca o regresso de Cuomo a um estilo de escrita mais pessoal, após ter tomado uma abordagem mais distante nos dois álbuns anteriores.  Um exemplo disso mesmo é "The Other Way" (em português: A Outra Maneira), a qual foi escrita para a ex-namorada de Rivers, Jennifer Chiba, após o seu namorado, Elliott Smith, ter morrido. Cuomo disse,
| “ | Eu queria-a consolar, mas eu estava confuso e cético sobre os meus próprios motivos para o fazer, pelo que escrevi essa música sobre isso. | ” |

"We Are All on Drugs" (em português: Nós Todos Estamos Drogados) foi inspirada pela apreciação feita por Cuomo dos festeiros que frequentavam as ruas de Sunset Strip (zona localizada na Sunset Boulevard, em West Hollywood, Califórnia). "Hold Me" (em português: Segura-me) foi escrita durante uma sessão de composição de músicas na qual Cuomo esteve em jejum durante 24 horas.
O produtor Rick Rubin disse a Rivers Cuomo para "escrever uma música do género de Billy Joel ou Elton John." O resultado do pedido de Rubin foi "Haunt You Every Day" (em português: Assombro-te Todos os Dias), que não é a primeira música dos Weezer em piano, mas é a primeira em que Rivers compõe totalmente neste instrumento. De acordo com Cuomo, Rubin pediu o mesmo a Tom Petty e este escreveu "It's Good To Be King" (em português: É Bom Ser Rei).
Enquanto a banda trabalhava no álbum, esta chegou a acordo para incluir "My Best Friend" (em português: O Meu Melhor Amigo) no filme Shrek 2, sendo que este acordo foi desfeito quando os produtores do filme acharam que esta não se enquadraria em qualquer uma das cenas. A música "Accidentally in Love" (em português: Apaixonado Acidentalmente) dos Counting Crows tomou o lugar de "My Best Friend". Contudo, no final de 2010, "My Best Friend" foi incluída na banda sonora do filme Yogi Bear, a qual pode ser ouvida durante os créditos finais.
Centenas de músicas foram gravadas em demos durante os três anos de produção do álbum. Apesar da abundâncias de material com possível lançamento, e para desânimo de muitos fãs, este foi o primeiro álbum dos Weezer que não apresentou nenhum lançamento em b-side. Do material não lançado de relevo, podem ser ouvidas no Makink of Make Believe (presente na versão reforçada do CD) versões parciais e pouco trabalhadas de "You're the One" (em português: Tu És a Tal) e "Love Is the Answer" (em português: O Amor é a Resposta). Um cover de "Un-Break My Heart" (em português: Re-Faz o Meu Coração), de Toni Braxton, foi considerada para integrar o álbum e para mais tarde ser uma banda sonora, apenas foi lançada cinco anos depois no álbum Death to False Metal. Outras seis músicas da era de Make Believe, três das quais candidatas ao álbum final, foram também lançadas em diferentes versões do álbum.
Durante a escolha do nome do álbum, uma das sugestões dadas por Patrick Wilson foi One Thousand Soviet Children Marching Towards The Sun (em português: Mil Crianças Soviéticas a Marchar em Direcção ao Sol). Outra sugestão foi Either Way I'm Fine (em português: De Qualquer Maneira Estou Bem), já que era algo que Cuomo costumava dizer quando se discutia a mudança de elementos na música ou som. No final o título Make Belive venceu sobre a sua sugestão.
Enquanto a maioria dos álbuns dos Weezer são curtos, com um tempo a abranger cerca de 30 minutos, Make Believe é o seu álbum mais longo lançado até aos dias de hoje, ultrapassando os 45 minutos.

## Ilustração e notas de capa
Grande parte da direcção artística do álbum foi tomada por Francesca Restrepo com fotografia de Karl Koch e Sean Murphy. A capa do álbum foi feita de uma maneira similar às capas do seu álbum de estreia homónimo (The Blue Album) e de The Green Album. Esta apresentava Patrick Wilson, Rivers Cuomo, Scott Shriner e Brian Bell em pé e da esquerda para a direita, respectivamente, num fundo preto com ilustrações de Carson Ellis.
As notas de capa apresentam um monólogo da peça A Tempestade de William Shakespeare. O monólogo é tomado na Cena 1 do Acto 5 da peça, na qual Próspero desiste da sua magia. Isto levou muitos fãs a especular que Make Believe seria o último álbum da banda. O monólogo apresenta-se como:
| “ | Esta magia áspera eu aqui abjure, e, quando eu exigi alguma música celestial, qual eu agora exigo, Para trabalhar a fim e mediante os seus sentidos Este charme airoso é para, Eu irei terminar o meu pessoal, Enterrá-lo a alguns palmos abaixo da terra, E mais profundo do que já despenco o som Eu irei afogar o meu livro. | ” |

## Recepção
| Críticas profissionais | Críticas profissionais |
| Pontuações agregadas   | Pontuações agregadas   |
| Fonte                  | Avaliação              |
| ---------------------- | ---------------------- |
| Metacritic             | (52/100) link          |
| Avaliações da crítica  |                        |
| Fonte                  | Avaliação              |
| Allmusic               | link                   |
| Blender                | link                   |
| Yahoo! Music           | (8/10) link            |
| The Guardian           | link                   |
| IGN                    | (9.3/10) link          |
| Entertainment Weekly   | B− link                |
| NME                    | (5/10) link            |
| Q                      | 4 de 5 estrelas.       |
| Pitchfork Media        | (0.4/10) link          |
| Rolling Stone          | link                   |

As opiniões à volta do quito álbum dos Weezer foram variadas, recebendo tanto elogios como escárnio por parte da imprensa musical. A pontuação fornecida pela Metacritic reflecte isso, na qual o álbum tem 52 pontos (num total de 100). Algumas publicações como a Allmusic e a Rolling Stone deram notas elevadas, comparando-o com um dos seus álbuns anteriores, Pinkerton, em termos de composição, escrita, som e críticas recebidas inicialmente. Contudo, a Allmusic mudou a avaliação do álbum alguns anos depois de 4 para 3 estrelas. Outras revisões criticaram duramente o álbum, como a avaliação da Pitchfork Media de 0.4 (num total de 10), na qual o revisor Rob Mitchum afirmou,
| “ | Por vezes um álbum é apenas terrível. Make Believe é um desses álbuns. | ” |

Adam Downes da Sputnikmusic avaliou o álbum em 1.5 num total de 5 disse,
| “ | ... o álbum é um turbilhão de mediocridade e de letras auto-depreciativas. | ” |

## Erros
A versão errada de "We Are All On Drugs" aparece na primeira edição do CD e do vinil de Make Believe. Mais tarde, nas edições posteriores, foi substituída pela versão correcta. As duas versões da música são sonoramente idênticas, sendo que dois dos versos da letra são diferentes. Na primeira edição do álbum os versos são:
"I want to confiscate your drugs. I don't think I can get enough.", sendo que na versão corrigida os versos são: "I want to reach a higher plane. Where things will never be the same.".
Focado nas várias edições lançadas do álbum, o gestor de arquivo dos Weezer, Karl Koch, publicou a seguinte declaração no site Weezer.com, no dia 20 de Junho de 2007:
| “ | Originalmente o álbum foi lançado (11 de Maio de 2005, ao contrário do que o iTunes diz) e isso foi o que foi. Mas depois foi descoberto que existiam 2 problemas. Estava incluída a versão errada de "We Are All On Drugs" e havia um pequeno problema sonoro em "This Is Such a Pity". (Estas duas coisas foram duas coisas que a banda conseguiu ouvir, mas se tu nunca tivesses ouvido a música antes, tu não saberias que ela estava 'errada'.) Portanto, desde o início, a segunda versão do álbum tinha a 'Drugs' e a 'Pity' corrigidas. Não é sabido se alguma das cópias voltou para trás e foi destruída em qualquer ponto. Há provavelmente uma abundância dessas duas versões no mercado, já que Make Believe vendeu meio milhão de cópias em questão de semanas (e actualmente já foram vendidas mais de 1 milhão de cópias). Mas depois, quando chegou a altura de lançar o terceiro single, a banda fez algumas alterações a "Perfect Situation", mudando a melodia "whoa oh" e acrescentando a "Perfect Situation" vozes de fundo quase no fim da música. Esta ficou conhecida como a 'versão single' ou a 'versão vídeo', mas a banda decidiu que esta era melhor que a original e quis que todas as versões posteriores do álbum tivessem esta nova versão. Então, por conseguinte, a terceira versão do álbum foi feita, e é essa versão que actualmente está no iTunes e nas lojas (a não ser que ainda tenham stocks antigos do CD). | ” |

## Lista de Faixas
| N.º            | Título                     | Compositor(es) | Duração |  |
| 1.             | "Beverly Hills"            | Rivers Cuomo   | 3:16    |  |
| 2.             | "Perfect Situation"        | Rivers Cuomo   | 4:15    |  |
| 3.             | "This Is Such a Pity"      | Rivers Cuomo   | 3:24    |  |
| 4.             | "Hold Me"                  | Rivers Cuomo   | 4:22    |  |
| 5.             | "Peace"                    | Rivers Cuomo   | 3:53    |  |
| 6.             | "We Are All on Drugs"      | Rivers Cuomo   | 3:35    |  |
| 7.             | "The Damage in Your Heart" | Rivers Cuomo   | 4:02    |  |
| 8.             | "Pardon Me"                | Rivers Cuomo   | 4:15    |  |
| 9.             | "My Best Friend"           | Rivers Cuomo   | 2:47    |  |
| 10.            | "The Other Way"            | Rivers Cuomo   | 3:16    |  |
| 11.            | "Freak Me Out"             | Rivers Cuomo   | 3:26    |  |
| 12.            | "Haunt You Every Day"      | Rivers Cuomo   | 4:37    |  |
| Duração total: | Duração total:             | Duração total: | 45:09   |  |

### Faixas bónus
As versões do álbum no Reino Unido e no Japão foram lançadas com duas faixas bónus adicionais, sendo versões ao vivo de "Butterfly" e "Island in the Sun" que apareciam originalmente em Pinkerton e em The Green Album, respectivamente. A versão japonesa também apresenta uma versão ao vivo de "Burndt Jamb" que aparecia em Maladroit.

## Posições nas Tabelas e Certificações
| País - Tabela                            | Melhor posição | Ref    |
| ---------------------------------------- | -------------- | ------ |
| Austrália - ARIA                         | 19             | [ 22 ] |
| Áustria - Ö3 Austria Top 40              | 17             | [ 23 ] |
| Bélgica - Ultratop 200 Albums - Flandres | 58             | [ 23 ] |
| Bélgica - Ultratop 200 Albums - Valónia  | 84             | [ 23 ] |
| Espanha - PROMUSICAE                     | 86             | [ 23 ] |
| Estados Unidos - Billboard 200           | 2              | [ 24 ] |
| Finlândia - Suomen virallinen lista      | 13             | [ 25 ] |
| França - SNEP                            | 45             | [ 23 ] |
| Países Baixos - MegaCharts               | 82             | [ 26 ] |
| Noruega - VG-lista                       | 7              | [ 27 ] |
| Nova Zelândia - RIANZ                    | 7              | [ 23 ] |
| Reino Unido - UK Albums Chart            | 11             | [ 28 ] |
| Suécia - Sverigetopplistan               | 15             | [ 29 ] |
| Suíça - Schweizer Hitparade              | 58             | [ 23 ] |

| País                  | Certificação |
| --------------------- | ------------ |
| Austrália - ARIA      | Platina      |
| Canadá - Music Canada | Platina      |
| Estados Unidos - RIAA | Platina      |
| Nova Zelândia - RIANZ | Ouro         |
| Reino Unido - BPI     | Platina      |

### Singles
| Ano  | Música                | Melhor posição | Melhor posição            | Melhor posição       | Melhor posição | Melhor posição | Melhor posição |
| Ano  | Música                | US Modern Rock | US Mainstream Rock Tracks | US Billboard Hot 100 | UK Top 40      | RIANZ          | ARIA           |
| ---- | --------------------- | -------------- | ------------------------- | -------------------- | -------------- | -------------- | -------------- |
| 2005 | "Beverly Hills"       | 1              | 26                        | 10                   | 9              | 31             | 19             |
| 2005 | "We Are All on Drugs" | 10             | 35                        | –                    | –              | –              | –              |
| 2005 | "Perfect Situation"   | 1              | –                         | 51                   | –              | –              | –              |
| 2006 | "This Is Such a Pity" | 31             | –                         | –                    | –              | –              | –              |

## Pessoal
- Rivers Cuomo — vocalista, guitarra, teclado, talkbox
- Brian Bell — guitarra, voz (secundária), teclado, sintetizadores
- Scott Shriner — baixo, voz (secundária)
- Patrick Wilson — bateria
- Rick Rubin — produção